# باش‌چیماغیل (بایبورد)
باش‌چیماغیل (به ترکی استانبولی: Başçımağıl) یک منطقهٔ مسکونی در ترکیه است که در بایبورد واقع شده‌است. باش‌چیماغیل ۲۷۶ نفر جمعیت دارد.